# Chaconia brasiliensis
Chaconia brasiliensis är en svampart som beskrevs av Y. Ono & J.F. Hennen 1984. Chaconia brasiliensis ingår i släktet Chaconia och familjen Chaconiaceae.   Inga underarter finns listade i Catalogue of Life.